# Ottone VI di Weimar-Orlamünde

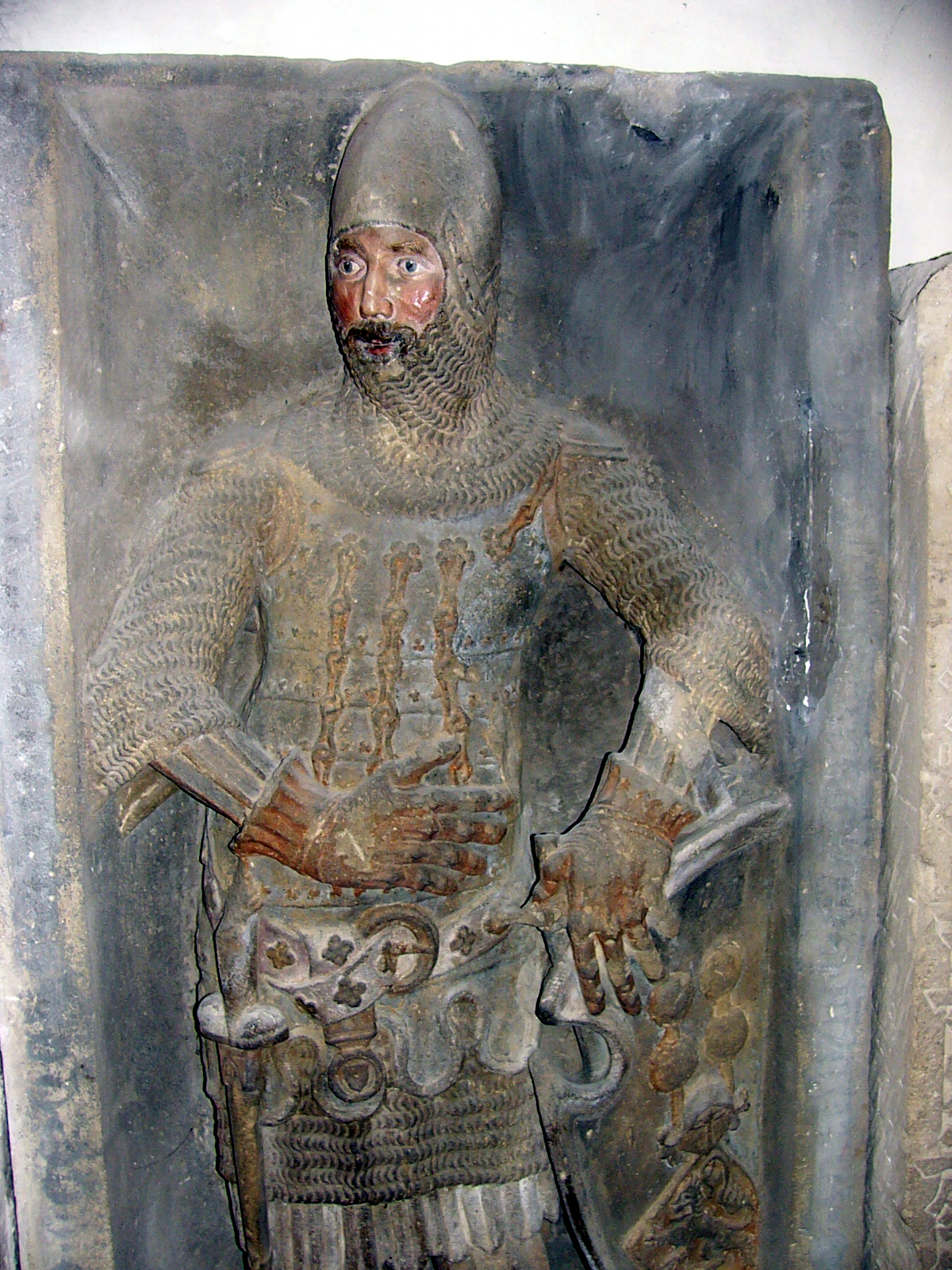
Lastra tombale di Ottone.

Ottone VI di Weimar-Orlamünde, chiamato anche Ottone VII, (1297 – 1340) fu un conte della linea degli Ascanidi di Weimar-Orlamünde.

## Biografia
Ottone VI era il figlio di Ottone IV di Weimar-Orlamünde e della sua prima moglie Adelaide di Kevernburg. Era il nipote del fondatore del monastero di Himmelkron Ottone III e l'ultimo conte del casato di Orlamünde del castello di Plassenburg.
Sposò Cunegonda della stirpe di Leuchtenberg. Il matrimonio rimase senza figli. Tuttavia, le leggende vuole vedere in Cunegonda l'archetipo della dama bianca degli Hohenzollern, che uccise i suoi due figli, venendo condannata come penitenza ad avvertire dall'aldilà i mortali. Ciò, però, non ha fondamento, poiché, come detto, il matrimonio rimase senza figli.
Al momento della sua morte, nel 1340, Ottone aveva ricevuto un prestito di 4000 Pfund Heller dal burgravio di Norimberga Giovanni II. In conformità ad una Erbeinung tra Ottone e Giovanni concordata nel 1337, poiché il matrimonio era rimasto senza figli, alla vedova Cunegonda furono pagate 3000 Pfund Heller, con le quali il castello di Plassenburg divenne proprietà del burgravio di Norimberga. Podika di Schaumberg, che fu adottata da Ottone e Cunegonda da bambina, fu dotata da Giovanni di 1500 Groschen quando sposò il cavaliere Poske Schweritz nel 1341.
Cunegonda acquistò il castello di Heller e il villaggio di Gründlach da Giovanni e Alberto il Bello per 5000 Pfund Heller e vi costruì il monastero di Himmelthron. Donò il reddito rimanente della sua eredità al monastero, al quale in seguito si unì e di cui morì come badessa. Il suo epitaffio è conservato lì.

## Epitaffio
L'epitaffio di Ottone VI si trova nella collegiata del monastero di Himmelkron. Il motivo centrale è il conte in armatura: indossa cotta di maglia, tunica e schinieri e si appoggia su uno scudo. L'epitaffio è attribuito al cosiddetto Wolfskeelmeister.